# 卡里爾米爾斯 (伊利諾伊州)
卡里爾米爾斯（英語：Carrier Mills）是位於美國伊利諾伊州薩林縣的一個村落。

## 地理
卡里爾米爾斯的座標為37°41′13″N 88°37′45″W / 37.68694°N 88.62917°W，而該地最高點為海拔高度120米（即394英尺）。

## 人口
根據2010年美國人口普查的數據，卡里爾米爾斯的面積為3.15平方千米，當中陸地面積為3.13平方千米，而水域面積為0.02平方千米。當地共有人口1655人，而人口密度為每平方千米525人。